# دبد (رود)
دبد (به ارمنی: Դեբեդ) (به گرجی: დებედა) رودی است در کشورهای ارمنستان و گرجستان که در استان لوری جریان دارد که از رود خرامی سرچشمه می‌گیرد  طول آن ۱۷۸ کیلومتر (۱۱۱ مایل) (۱۵۲ کیلومتر (۹۴ مایل) در خاک ارمنستان) و مساحت حوضه آبخیز (دبی) آن ۴۰۵۰ کیلومتر مربع (۴۸۰۰؟) می‌باشد.

## نگارخانه

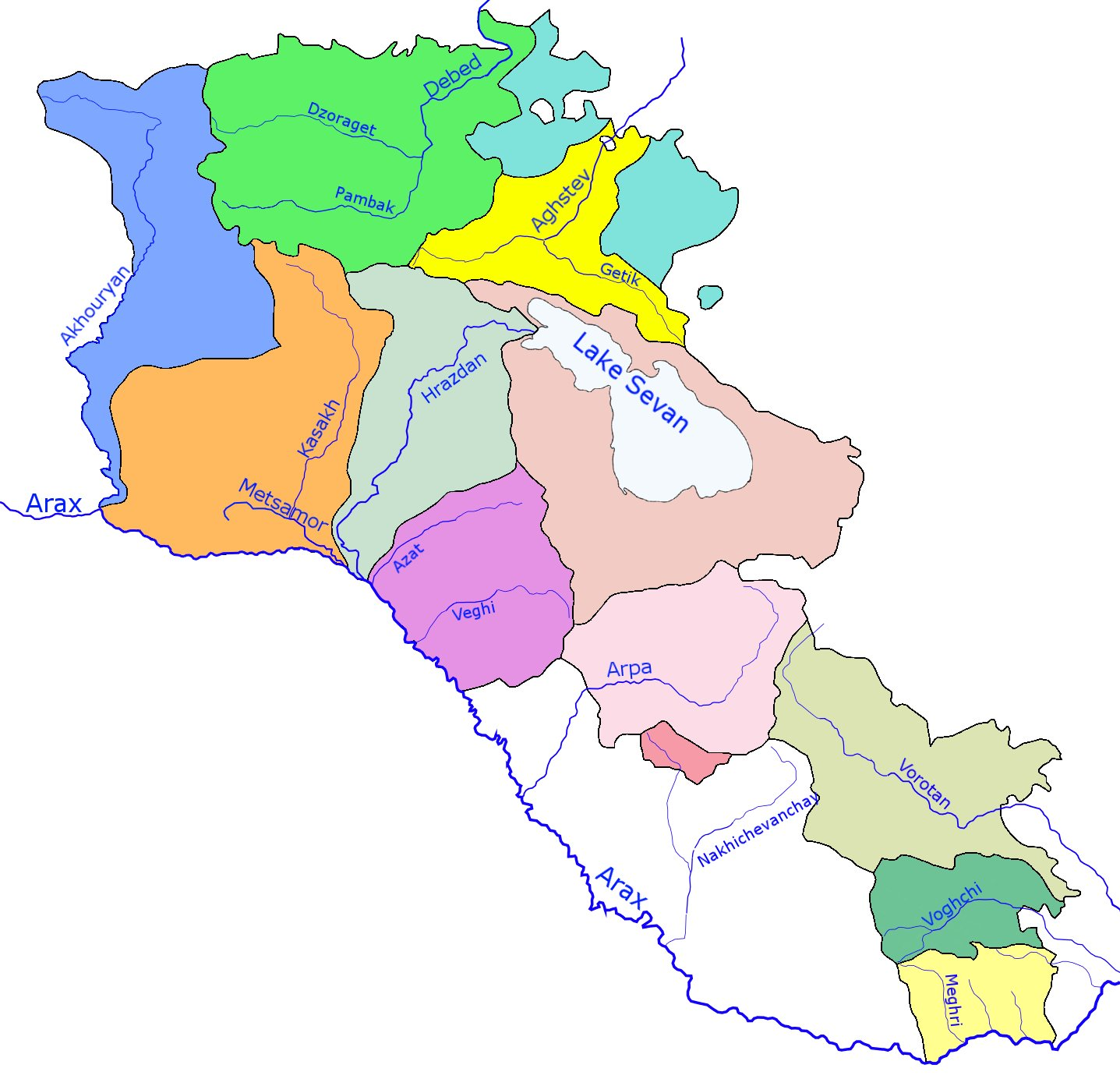
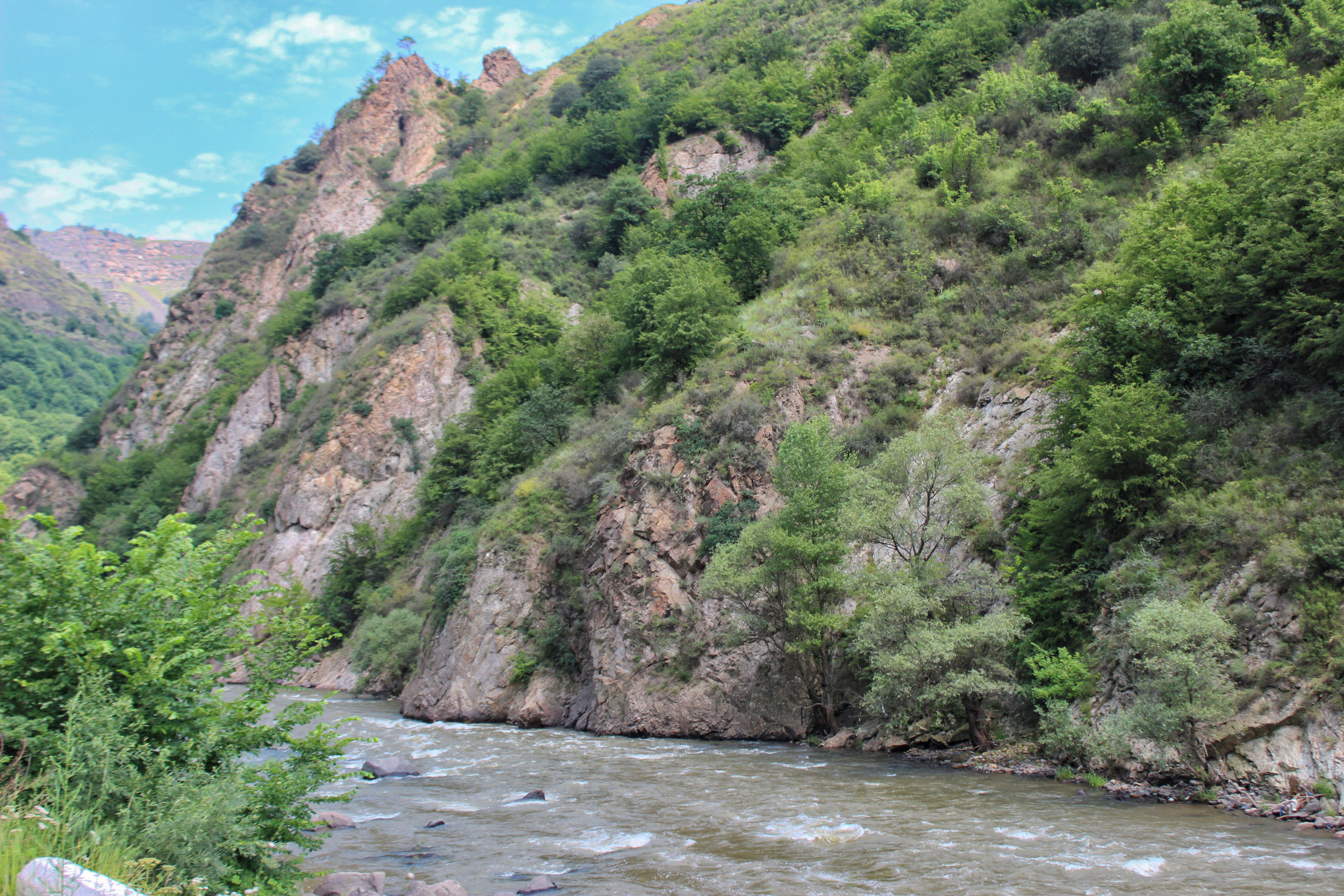